# WWE Over the Limit
Over the Limit — pay-per-view шоу, которое проводила федерация World Wrestling Entertainment. Впервые шоу появилось в 2010 году, заменив собой Judgment Day, которое проводилось в мае. В 2013 году WWE первоначально объявило, что PPV будет перемещено на октябрь, а после — что будет заменено новым PPV WWE Battleground. Шоу представляло два бренда WWE: Raw и SmackDown.

## Даты и места проведения
| Шоу                   | Дата        | Город                   | Место проведения | Главное событие                                                          |
| --------------------- | ----------- | ----------------------- | ---------------- | ------------------------------------------------------------------------ |
| Over the Limit (2010) | 23 мая 2010 | Детройт, Мичиган        | Джо Луис-арена   | Джон Сина (c) против Батисты в поединке «Я сдаюсь» за титул чемпиона WWE |
| Over the Limit (2011) | 22 мая 2011 | Сиэтл, Вашингтон        | Ки-арена         | Джон Сина (c) против Миза в поединке «Я сдаюсь» за титул чемпиона WWE    |
| Over the Limit (2012) | 20 мая 2012 | Роли, Северная Каролина | RBC Center       | Джон Сина против Джона Лауринайтиса                                      |